# ジェームス滝
ジェームス滝（ジェームスたき、1944年〈昭和19年〉 - 2023年〈令和5年〉12月）は、元グループ・サウンズミュージシャン。本名：相良直嗣。別名：滝良二。
森山良子の2度目の夫（1975年に結婚、1986年頃に離婚）で、森山直太朗の実父。森山奈歩の元継父。ミュージカルにも出演していた。晩年は、1970年代のスタンダードジャズとポップスを中心に、ライブハウスなどで活動を行ってきた。2023年12月、肺がんで死去。

## プロフィール
- ライブ情報：2008年12月22日（月）曙橋BACK IN TOWN - ウェイバックマシン（2003年6月23日アーカイブ分）

## 経歴
- 18歳よりナイトクラブにてジャズ歌手としてスタートし、22歳で「横田年昭とリオフラウティスト」のソロボーカリストとして参加。その後、キングレコードよりソロデビュー。晩年は、S＆S（シンプル＆ソフト）のヴォーカルを担当した。

## エピソード
- 息子である森山直太朗の誕生日にライブを行い、「今日は特別な日でして、息子の誕生日なんです」とMCをする直太朗ファンっぷり。しかしその後「メールの返事がこない」と、寂しい父親の姿も見せる。
- 直太朗は、赤シャツに白ダブルスーツの衣装を着た自身の姿を「若かりし日の父親と瓜二つ」と表現した。[2]